# Cole Glacier
Cole Glacier är en glaciär i Antarktis. Den ligger i Västantarktis. Argentina, Chile och Storbritannien gör anspråk på området. Cole Glacier ligger 916 meter över havet.
Terrängen runt Cole Glacier är lite bergig. Trakten är obefolkad. Det finns inga samhällen i närheten.